# Constance Reid
Constance Bowman Reid (* 3. Januar 1918 in St. Louis, Missouri; † 14. Oktober 2010 in San Francisco, Kalifornien) war eine US-amerikanische Autorin und Mathematikhistorikerin. Sie wurde bekannt für ihre Biographien von David Hilbert und Richard Courant.

## Leben
Reid ist die Tochter von Ralph Bowers Bowman und seiner Frau Helen und die ältere Schwester der Mathematikerin Julia Robinson. Sie wuchs in Arizona und San Diego auf, wo sie die Universität besuchte (Bachelor 1938). 1949 erwarb sie ihren Master-Abschluss in Pädagogik von der University of California, Berkeley. Während des Zweiten Weltkriegs arbeitete sie in einer Fabrik für Bomber, worüber sie ihr erstes Buch (Slacks and Calluses, 1944) schrieb. 
Sie arbeitete nach dem Studium als Englischlehrerin und Journalistin sowie als freie Autorin. Dabei schrieb sie auch über Mathematik, zuerst für Scientific American, dann mehrere populäre Mathematikbücher (From Zero to Infinity, 1956, Neuauflage 2006; Introduction to higher mathematics: for the general reader, 1959; A long way from Euclid, 1963, Dover 2004) bei Crowell Publishing. Auf Anregung ihrer Schwester wandte sie sich dann der Mathematikgeschichtsschreibung zu und recherchierte ein Buch über David Hilbert, für das sie zahlreiche Interviews u. a. in Göttingen führte und das viele der mündlichen Anekdoten festhielt, die sich um die Hilbert-Schule rankten. Das 1970 bei Springer erschienene Buch war auch bei Mathematikern ein großer Erfolg (die mathematische Seite Hilberts beleuchtete ein dort wieder abgedruckter Nachruf auf Hilbert von Hermann Weyl). Es folgten 1976 die Biographien des Mathematikers Richard Courant (aus der Hilbert-Schule) und 1982 des Statistikers Jerzy Neyman, die beide in den USA neue Karrieren starteten. Ihr Buch über den Mathematiker und bekannten Mathematikerbiographen (Men of Mathematics) Eric Temple Bell von 1993 erwies sich als  aufwändige Recherche-Arbeit (Bell führte eine Art Doppelleben), was sie auch in der Biographie wiedergibt (In search for E.T.Bell – also known as John Taine). 1996 schrieb sie die Biographie ihrer Schwester Julia Robinson, einer bekannten Mathematikerin (z. B. 1983 Präsident der American Mathematical Society), die schon längere Zeit schwer erkrankt und 1985 verstorben war (Julia: a life in mathematics), wobei sie die erste Person für ihre Darstellung wählte.
Für ihre Bücher erhielt Reid u. a. 1987 den George Pólya Award der Mathematical Association of America und deren Beckenbach Book Prize (für ihre Biographie Julia Robinsons).
Sie war seit 1950 mit dem Juristen Neil D. Reid verheiratet und hat zwei Kinder.